# NGC 715
NGC 715 è una galassia a spirale situata nella costellazione della Balena, a una distanza di circa 256 milioni di anni luce dalla nostra Via Lattea.

## Scoperta
La galassia è stata scoperta il 12 dicembre 1885 dall'astronomo statunitense Ormond Stone.

## Descrizione
Nella galassia sono presenti regioni di idrogeno ionizzato.